# Cornelius Menzen
Cornelius Menzen (* 7. Juli 1778 in Lechenich; † 3. Mai 1848 in Köln) war in den linksrheinischen Gebieten einer der bedeutendsten Güterspekulanten sowie Immobilienmakler und -händler von säkularisierten Gütern in der Franzosenzeit.

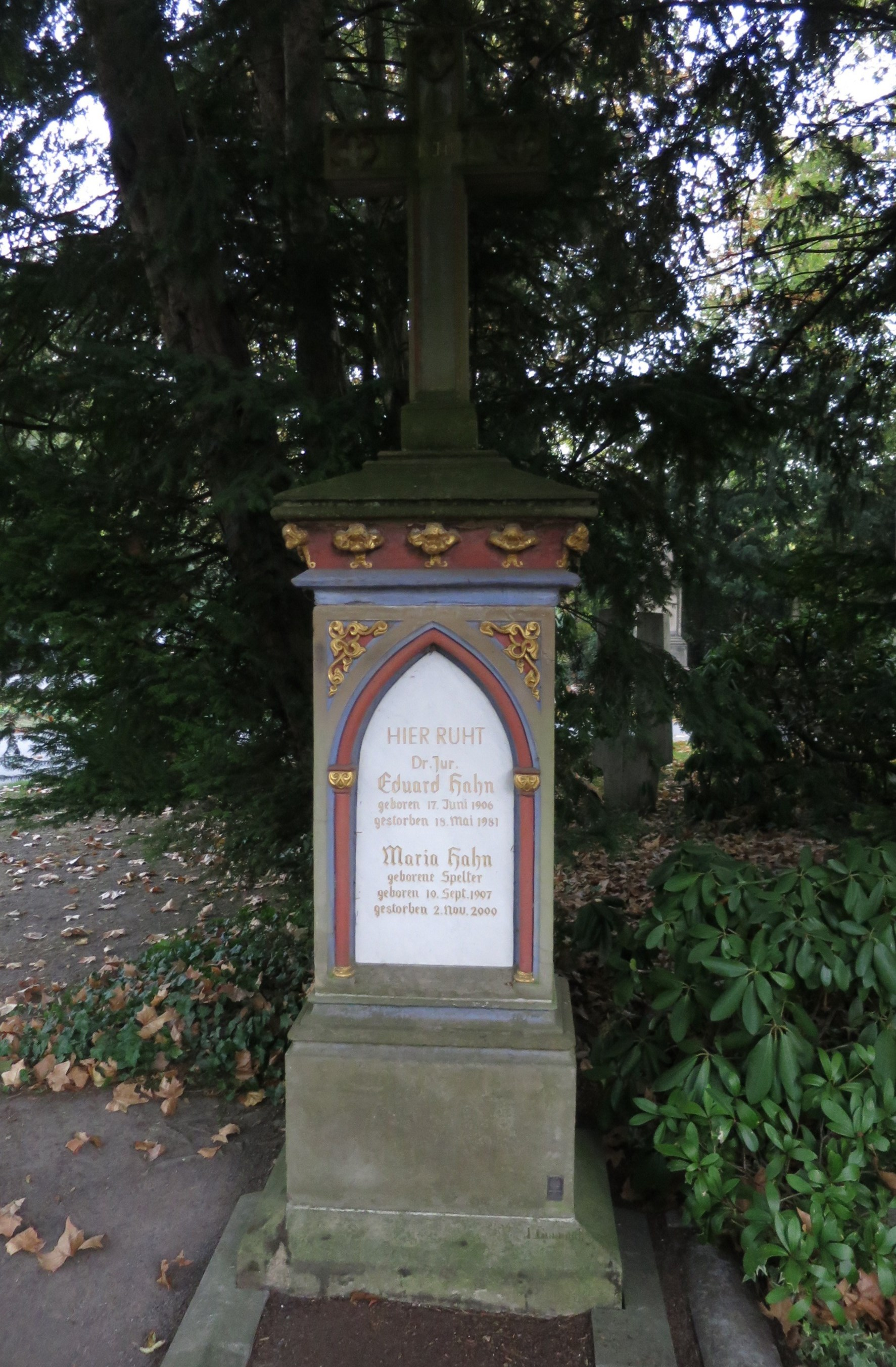
Grabstätte Cornelius Menzen – nun Patenschaftsgrab der Familie Hahn (Oktober 2018)

Geboren wurde Cornelius als Sohn des Lechenicher Senators und Bürgermeisters Paul Mentzen. Bereits als junger Mann erarbeitete sich Cornelius in Köln eine führende Position im linksrheinischen Immobilienmarkt. Zwar gab es dort einige wenige Immobilienhändler und -makler, die zahlenmäßig mehr Objekte verkauften oder vermittelten, doch nahm Cornelius bezogen auf den Wert der Objekte einen Spitzenplatz ein und das, obwohl er sich eigentlich auf Güter im Kölner Umland und auf Güter in den benachbarten Départements spezialisiert hatte.
Infolge seiner Bedeutung im Immobilienmarkt unterhielt Cornelius Mentzen in der ersten Hälfte des 19. Jahrhunderts zahlreiche Kontakte zu namhaften Persönlichkeiten des Kölner Raums. Er ersteigerte Güter für den Bankier Abraham Schaaffhausen und wusste ebenso den Kanzler des Erzstiftes Köln, Joseph Edler von Groote, unter seinen Kunden. Cornelius’ Einfluss reichte bis Paris, wo er mit dem mächtigen Bankier, Armeelieferanten und Mitglied der Compagnie des Négociants réunis Marc Antoine Grégoire Michel (le jeune) kooperierte.
1846 zählte Cornelius Menzen in Köln zu den Meistbeerbten der 1. Klasse. 1848 starb er im Alter von 69 Jahren. Beigesetzt wurde er auf dem Kölner Melaten-Friedhof (Lit. F Nr. 178). Die Grabstätte wurde später in Patenschaft übernommen und das denkmalgeschützte Grabmal in den Originalfarben restauriert.
Einige der größten, durch Cornelius Menzen vermittelten oder verkauften Güter und Häuser waren:
- Köln, Propsteihof des Andreasstifts
- Köln, Dechanei des Stifts Mariengraden
- Köln, Hofgut Kitschburg im Kölner Stadtwald
- Köln-Junkersdorf, Fronhof
- Köln-Meschenich, Gut des Klosters St. Lucia in Köln
- Lommersum, Kapellenhof
- Sinnersdorf (Pulheim), Brungshoff
- Bottenbroich, Bottenbroicher Hof
- Dirmerzheim, Heustershof
- Lövenich (Zülpich), Probstmühle
- Borr / Scheuren, Domhof des Kölner Domstifts
- Osterath, Gumpertzhof
- Hackenbroich, Sasserhof
- Buschdorf (Bonn), Klosterhof